# علی شیروانی
علی شیروانی (متولد ۱۳۴۳ در تهران) پژوهشگر و مترجم حوزه فلسفه، منطق، فقه و اصول و عضو هیأت علمی گروه فلسفه و کلام پژوهشگاه حوزه و دانشگاه است. مهم‌ترین اثر او، ترجمه و شرح دو کتاب بدایه‌الحکمه و نهایه‌الحکمه از آثار محمدحسین طباطبایی است.

## زندگی
در سال ۱۳۴۳ در تهران متولد شد. در سال ۵۶ به فراگیری علوم حوزوی علاقه‌مند گشته، فراگیری علوم حوزوی را در مدرسه ملامحمد جعفر (معروف به مدرسه مجتهدی) آغاز کرد و همزمان با گذراندن دوره دبیرستان ـ در رشته ریاضی فیزیک ـ صرف و نحو و معانی و بیان و منطق و اصول فقه و فقه را نزد اساتید برجسته حوزه تهران ( ضیاء آبادی، رحمانی، رئوفی و دیگران) فرا گرفت.
در سال ۶۱ پس از اخذ دیپلم، برای ادامه تحصیل به قم هجرت کرد. در سال تحصیلی ۶۴ـ ۶۵، بنا بر تقاضای امام جمعه وقت و مدیر مدرسه، برای تدریس به حوزه علمیه مسجد سلیمان عزیمت نمود. وی در آنجا دروس مختلف ـ از جمله منطق، معالم الاصول و شرح لمعه ـ را تدریس کرد. در سال ۶۵ با کسب امتیاز عالی و درجه ممتازی دوره سطح حوزه را به پایان رساند و به طور فعال و جدی، دوره خارج فقه و اصول را آغاز کرد و از درس وحید خراسانی و میرزا جواد آقا تبریزی بهره‌مند شد. به سبب علاقه فراوان به دیدگاههای اصولی شهید صدر، به حوزه اصولی ایشان راه یافت و از محضر شاگردان برجسته آن شهید سعید ـ حائری و شاهرودی ـ بهره برد.
او در دوران تحصیل همزمان با فعالیت های علمی بارها برای تبلیغ به جبهه می‌رفت.
همزمان با تحصیل فقه و اصول، فلسفه، کلام و تفسیر را از حسن‌زاده آملی و جوادی آملی آموخت. وی از همان آغاز به تدریس علاقه داشت. در بدو ورود به قم (سال ۶۱) معالم‌الاصول را تدریس کرد، و پیش از آن در تهران، ادبیات و منطق می‌گفت. از سال ۶۱ تا کنون (سال ۸۱) علاوه بر کتاب‌های رسمی حوزه (مانند اصول فقه، معالم الاصول، شرح لمعه، حاشیه، رسائل و کفایةالاصول) حلقات اصول شهید صدر، بدایةالحکمه، نهایةالحکمه، کشف‌المراد، اشارات و تنبیهات و بسیاری کتاب‌های دیگر را در حوزه یا دانشگاه تدریس کرد. وی همزمان با حضور فعال در حوزه علمیه قم ـ که تا کنون ادامه دارد ـ در دانشگاه نیز به تحصیل و تدریس اشتغال داشت. در سال ۷۰ از میان تقریباً ۵۰۰ تن از فضلای شرکت کننده در آزمون ورودی کارشناسی ارشد الهیات و معارف، رتبه نخست را به دست آورد، و در سال ۷۹ از رساله دکترای خود در دانشگاه تربیت مدرس دفاع کرد، و در رشته فلسفه و کلام فارغ التحصیل شد. از وی چندین مقاله در مجله‌های علمی معتبر (مانند خردنامه صدرا، قبسات، نامه مفید، ذهن و معرفت) منتشر شده است.